# Ischnus variegatus
Ischnus variegatus är en stekelart som först beskrevs av Szepligeti 1916.  Ischnus variegatus ingår i släktet Ischnus och familjen brokparasitsteklar. Inga underarter finns listade i Catalogue of Life.